# Smotrycz
Smotrycz (ukr. Смотрич) – rzeka w obwodzie chmielnickim Ukrainy, lewy dopływ Dniestru, przepływa przez Kamieniec Podolski. Długość - 169 km, powierzchnia zlewni - 1800 km².
Płynie przez Wyżynę Podolską. W swym dolnym biegu tworzy wąski, głęboki, malowniczy jar. 10 km poniżej Kamieńca Podolskiego znajduje się "Smotrycki kanion", którego wapienne brzegi sięgają 50 m wysokości.